# Leucoloma tenerum
Leucoloma tenerum är en bladmossart som beskrevs av Mitten 1856. Leucoloma tenerum ingår i släktet Leucoloma och familjen Dicranaceae. Inga underarter finns listade i Catalogue of Life.